# Théodore Boever
Théodore Boever, né le 16 mars 1872 à Munshausen (Luxembourg) et mort le 6 septembre 1946 à Clervaux (Luxembourg), est un agriculteur et homme politique luxembourgeois, membre des Parti national indépendant et Parti démocratique progressiste du Nord.

## Biographie
Né à Munshausen, Théodore Boever est originaire de l'extrême nord du pays et propriétaire-cultivateur. Il est nommé bourgmestre de sa commune natale en 1909 ou 1919. Il siège au conseil communal jusqu'en décembre 1931, date à laquelle il obtient la démission honorable de ses fonctions auprès de la grand-duchesse. 
Mis à part son mandat au niveau local, il parvient à se faire élire député à la Chambre aux élections constituantes de 1918 pour le canton de Clervaux où il représente le Parti national indépendant. Après la promulgation des révisions constitutionnelles qui introduisent le suffrage universel et le scrutin proportionnel plurinominal, il est élu dans la nouvelle circonscription Nord du pays aux élections de 1919. Plus tard, il est réélu dans la même circonscriptions aux législatives partielles de 1922 et aux législatives de 1925. En revanche, bien qu'il participe aux législatives partielles de 1931 sur la liste du Parti démocratique progressiste du Nord, il ne parvient pas à conserver son siège au Parlement. Après cet échec, il se retire de la vie politique. Il meurt à 74 ans, en septembre 1946, au lendemain de la Seconde Guerre mondiale, à Clervaux d'une longue maladie,.

## Décoration
- Chevalier de l'ordre de la Couronne de chêne[3] (Luxembourg).